# Die Rothausgasse
Die Rothausgasse ist ein deutscher Stummfilm aus dem Jahre 1928 von Richard Oswald mit Gustav Fröhlich und Grete Mosheim in den Hauptrollen. Dem im Prostituiertenmilieu spielenden Film liegt der Roman Der heilige Skarabäus von Else Jerusalem zugrunde.

## Handlung
Milada ist in einem Bordell in der Rothausgasse aufgewachsen, ohne jedoch bislang selbst zur Hure geworden zu sein. Schicksalsergeben ist sie ihrer Mutter Katherina, einer alternden Hure, die diesem Milieu selbst nicht zu entkommen vermochte, stets gefolgt. Nun liegt diese Mutter im Sterben und nimmt ihrer Tochter, die mittlerweile als 17-jähriges Stubenmädchen in einem neuen „Salon“ der Frau Goldscheider arbeitet, das Versprechen ab, alles zu unternehmen, um diesem Umfeld zu entfliehen. Milada erweist sich, als die Puffmutter Goldscheider ihr anträgt, doch selbst als Prostituierte zu arbeiten, als nicht sonderlich willensstark und bittet einen Verehrer, den belesenen Dr. Horner, um Rat. Er rät ihr, im Bordell zu bleiben, da sie ja eigentlich nichts anderes als die Rothausgasse kenne. Dann gibt er ihr, zur philosophischen Erbauung, Werke von Immanuel Kant zu lesen.
Im Puff lernt die Nachwuchshure bald Gustav Brenner kennen, einen jungen Mann, der sich ernsthaft Sorgen um sie macht. „Sie müssen fort von hier! Heute noch! Ich helfe Ihnen“ sagt Gustl zu Milada, doch, willensschwach wie sie ist, antwortet nur „Ich gehöre hierher.“ Am Sterbebett ihrer Mutter hat  Milada auch Dr. Brenner, Gustavs Vater, kennen gelernt, der sich um die moribunde Hure kümmerte. Nun weiß der Arzt von Miladas Herkunft und Beruf. Milada will nun endgültig der Prostitution den Rücken zu kehren, ist aber letztlich zu schwach und kehrt immer wieder in ihr altes Leben zurück. Von Puffmutter Goldscheider auf die Straße gesetzt, eilt sie zu dem sie liebenden Gustl, der aber selbst kein Dach mehr über dem Kopf hat.   Denn als Chefarzt Dr. Brenner erfuhr, wer die neue Herzdame seines Sohnes ist, brach er mit Gustav. Nun muss der Sohn auch ohne die wirtschaftliche Unterstützung von daheim auskommen. Bald kann das junge Paar das von beiden bezogene Hotelzimmerchen nicht mehr bezahlen.
In ihrer Not nimmt Milada von ihrem früheren Verehrer, dem Freidenker Dr. Horner, Hilfe an. Der bezahlt ihre Hotelrechnung, erwartet dafür aber bestimmte Gefälligkeiten und plant überdies, Milada Gustav zu entziehen. Gustl trennt sich daraufhin von seiner wankelmütigen Freundin. Dr. Horner erklärt Milada, dass er bedauere, ihr damals den Rat gegeben zu haben, in der Rothausgasse zu bleiben. Das Mädchen schreibt ihrem Gustav einen Abschiedsbrief und kehrt in das Bordell in der Rothausgasse zurück. Horner geht ihr als Kunde nach, und bald trifft auch Gustav ein. Als Horner die Stätte verlassen will, nimmt er Milada, die ein weiteres Mal ohne eigenem Willen ihrem väterlichen Freund nachtrottet, zu sich nach Haus. Doch nun ist Gustav bereit zu kämpfen. Wenig später erscheint er bei Horner und überzeugt Milada, die Wankelmütige, sich doch lieber ihm anzuschließen. Beide gehen einer ungewissen Zukunft entgegen, während Dr. Horner zu sich nur noch „Alter Narr!“ sagen kann.

## Produktionsnotizen
Die Rothausgasse entstand unter dem Arbeitstitel Das Haus zur roten Laterne zwischen dem Dezember 1927 und dem Februar 1928 in den Efa- und Maxim-Film-Ateliers sowie in Staaken. Der Film wurde erstmals am 2. März 1928 der Zensur vorgelegt und mit Verbot belegt. Bemängelt wurde vor allem die mangelnde Willenskraft der Protagonistin, dem „Milieu“ zu entkommen und die angeblich zu wenig abschreckende Darstellung des Bordellebens, das in dieser Produktion doch eher einem Mädchenpensionat gleiche.
Ein zweiter Zensurbescheid erfolgte noch im selben Monat. Diesmal wurde das Verbot mit der Begründung bestätigt, von der verharmlosenden Darstellung des Bordelllebens würde eine „entsittlichende Wirkung“ ausgehen. Außerdem würde im vorliegenden Film die Exposition von moralischen „Gegenwerten“ vollkommen fehlen.
Die Rothausgasse passierte schließlich am 12. September 1928 die Filmzensur. Lediglich einige Szenen durften in der Endfassung nicht mehr gezeigt werden. Ein Jugendverbot wurde erteilt. Der Sechsakter mit einer Länge von 2237 Metern erlebte seine Uraufführung am 24. September 1928 im Berliner Primus Palast.
Die Filmbauten schufen Gustav A. Knauer und Willy Schiller.